# Walter Simon (Sinologe)
Ernst Julius Walter Simon CBE  (geboren 10. Juni 1893 in Berlin; gestorben 22. Februar 1981 in London) war ein deutsch-britischer Sinologe. Er lehrte an verschiedenen Universitäten, sein Hauptbetätigungsfeld war neben der Sinologie die Tibetologie.

## Leben
Walter Simon war ein Sohn des Mathematikers Heinrich Simon (1859–1930) und der Cläre Abraham, die im Ghetto Theresienstadt ermordet wurde. Seinen zwei Geschwistern gelang wie Simon die Flucht. Simon war seit 1921 mit Käthe Jungmann verheiratet, der 1923 geborene Sohn Harry Simon (1923–2013) wurde Sinologe in Melbourne, der 1929 geborene Sohn Peter Direktor bei Legal & General. 
Simon studierte an der Universität Berlin von 1911 bis 1914 romanische und klassische Sprachen. Von 1915 bis 1918 war er Soldat im Ersten Weltkrieg. 1922 machte er ein Bibliothekarsexamen und wurde mit einer Dissertation über den Dialekt des Juden-Spanischen von Saloniki promoviert. Er war an der Universität Berlin als Lektor beschäftigt und wurde 1937 als Jude entlassen.
1937 emigrierte er nach London, er war  jüdischer Konfession. 1947 erhielt er die britische Staatsbürgerschaft. Nach einigen Gastprofessuren an verschiedenen Universitäten lehrte er von 1947 bis 1960 Sinologie an der School of Oriental and African Studies der University of London. Besondere Leistungen erbrachte er im Bereich der historischen chinesischen Phonologie und der sinotibetischen Sprachen. Er veröffentlichte zahlreiche beachtete Werke zu seinen Arbeiten, u. a. mit Gustav Haloun im Bereich der akademischen Sinologe.  Simon war Mitglied der British Academy. 1961 wurde ihm der Order of the British Empire (Commander) verliehen.